# Eustrotia cataea
Eustrotia cataea är en fjärilsart som beskrevs av Druce 1889. Eustrotia cataea ingår i släktet Eustrotia och familjen nattflyn. Inga underarter finns listade i Catalogue of Life.